# I Hate Sally

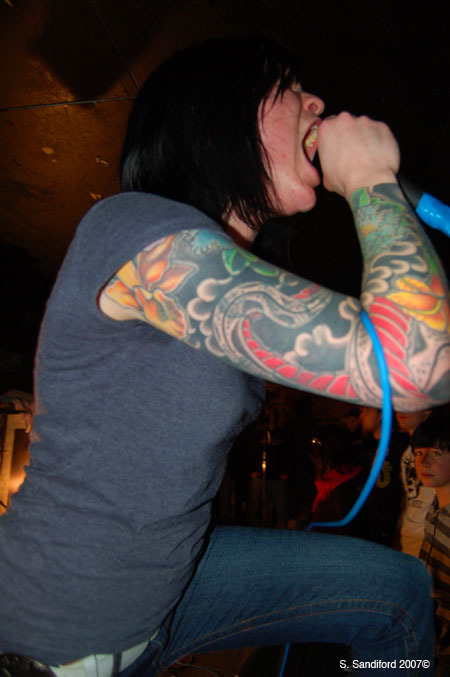
La cantante principal de I Hate Sally, cantando en un concierto

I Hate Sally es un grupo de post-hardcore de Ontario, Canadá. Fue formada en el 2000 en
Kingston, Ontario por Marc Garniss, Ben Thomas y Kelly Payne.

## Miembros
- Dee Prescott - vocalista (2002, 2005-Presente)
- Marc Garniss - guitarra/ voz de apoyo (2000-Presente)
- Dan Vokey - bajo/voz de apoyo (2003-Presente)
- Mark McGee - batería (2006-Presente)

### Discografía
- Sickness of the Ages (2004)
- The Plague EP (2005)
- Don't Worry Lady (2007)
- I Hate Sally Vs GFK: Sp(l)it EP (2007)

### Videografía
- Live from the Woods Behind Your House DVD (2005)
- Clean Up the Blood video musical de The Plague EP (2005)
- Bathsheba of Seven video musical de Don't Worry Lady (2006)
- Hannah Hannah video musical de Don't Worry Lady (2006)
- Martha Served video musical de Don't Worry Lady (2007)

## links
- I Hate Sally Official Website
- I Hate Sally on MySpace
- Review of debut release Don't Worry Lady

- Datos: Q5977494